# 耶瑪·耶爾瑪瓦蒂
耶瑪·耶爾瑪瓦蒂（印尼語：Emma Ermawati，1976年10月6日—），是一名已退役印尼女子羽球運動員，專門從事雙打比賽。
2001年，耶瑪·耶爾瑪瓦蒂與特里·庫沙揚托一起贏得印尼羽球公開賽混合雙打冠軍。2002年，她改與邦邦·蘇普里昂托，再度贏得同一項目的冠軍。  
她也曾參加2002年在韓國釜山舉行的亞洲運動會羽球比賽。